# Universitätsspital Zürich

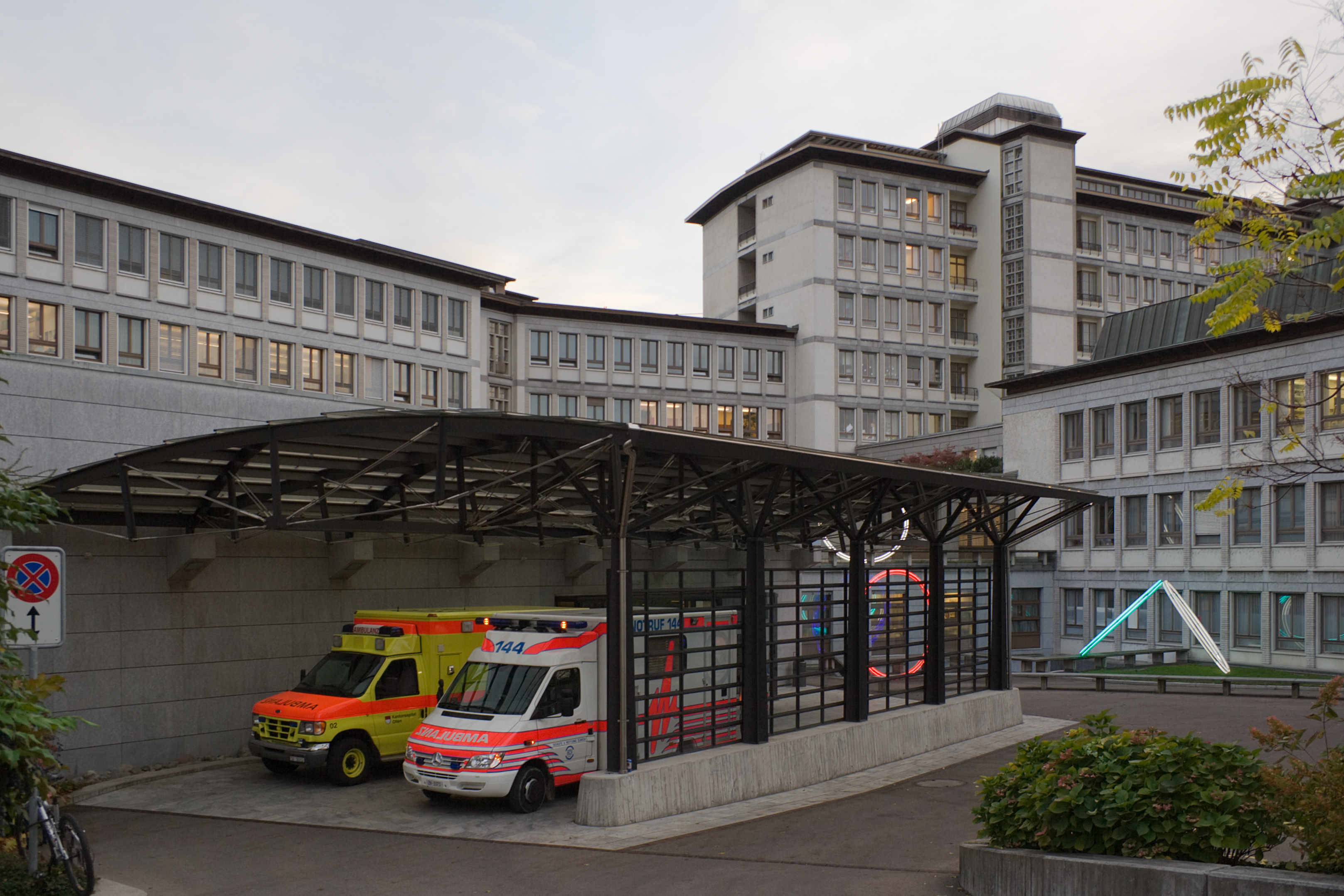
Notaufnahme und Spitalgebäude von Werner Moser

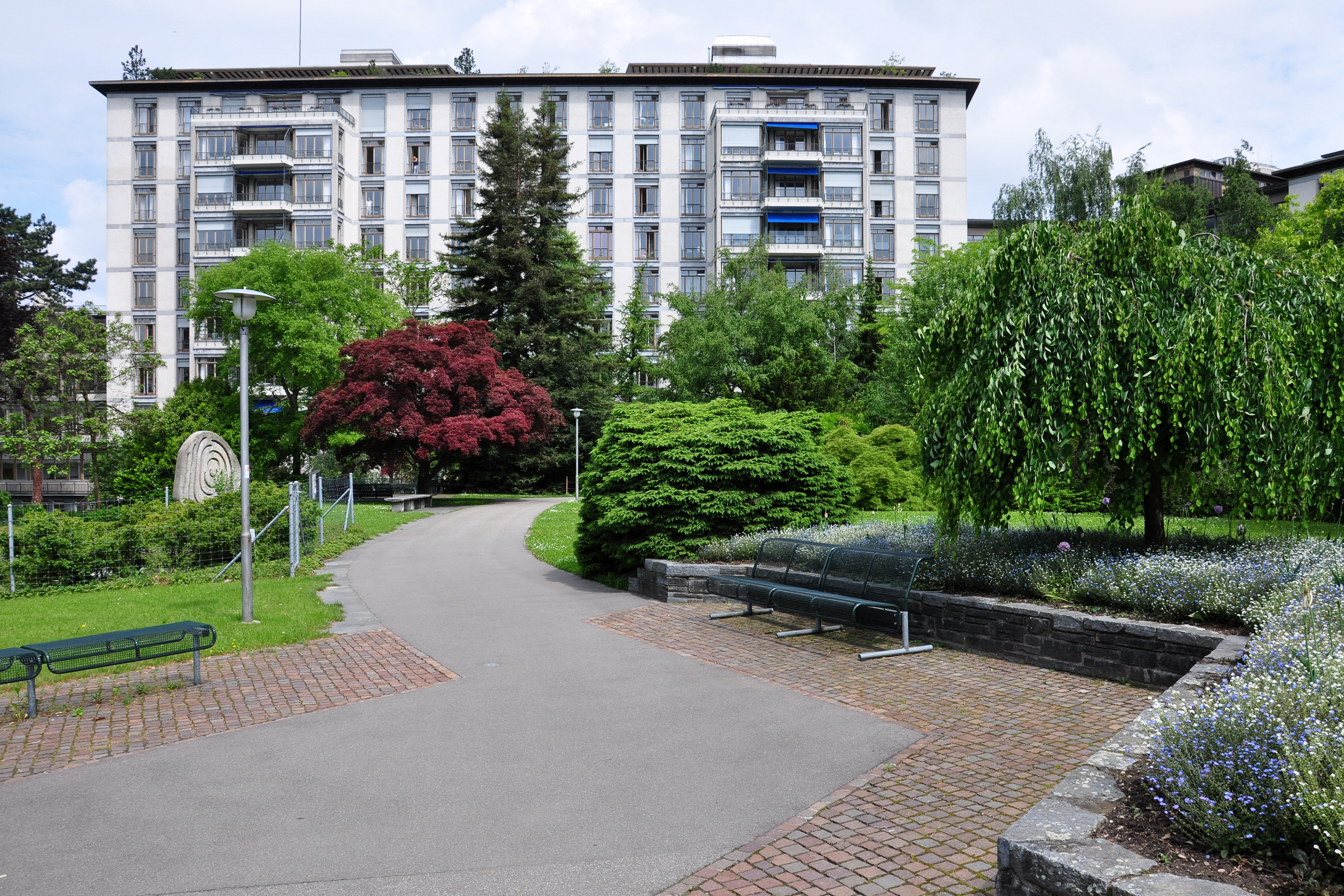
Parkanlage

Das Universitätsspital Zürich (USZ) ist eines der grössten Spitäler der Schweiz und fasst 43 Kliniken und Institute unter einem Dach zusammen. Als Universitätsklinikum ist es eine Anstalt des kantonalen öffentlichen Rechts mit eigener Rechtspersönlichkeit und vereint die Behandlung von jährlich rund 150'000 Patienten mit Forschung und Lehre. Es ist eines von fünf Universitätsspitälern der Schweiz. Gemäss Ranking der Zeitschrift Newsweek gehört das USZ 2021 zu den besten 15 Spitälern der Welt. Insgesamt beschäftigt das USZ 7'400 Mitarbeitende aus 87 Nationen. Das Universitätsspital liegt im Zentrum von Zürich gegenüber den Gebäuden der Eidgenössischen Technischen Hochschule und der Universität Zürich.

## Leistungsauftrag und medizinisches Angebot
Als Zentrumsspital mit einem Leistungsauftrag des Kantons Zürich, der im Gesetz über das Universitätsspital Zürich (USZG) festgelegt ist, umfasst das Dienstleistungsangebot neben der Grundversorgung für die Bevölkerung des Kantons Zürich die überregionale medizinische Versorgung, die Unterstützung von Forschung und Lehre der Hochschulen sowie die Förderung der Aus-, Weiter- und Fortbildung in den Berufen des Gesundheitswesens.

### Medizinische Grundversorgung und Spezialgebiete
Zur medizinischen Grundversorgung gehört das Grundangebot aller medizinischen Dienstleistungen unter einem Dach, das jeden Tag rund um die Uhr zur Verfügung steht. Dazu gehören neben der Notaufnahme, MRI- und Röntgenstationen sowie Notfall-Operationssälen, die sich direkt neben der Notaufnahme befinden, sechs Intensivstationen. Das Universitätsspital Zürich ist erste Anlaufstelle für komplexe und schwere Krankheitsfälle oder Unfälle. Das Behandlungsangebot umfasst alle medizinischen Spezialgebiete von der Herzchirurgie über die Immunologie bis zur Transplantationsmedizin, von der Geburtshilfe über die Klinische Pharmakologie bis zur Behandlung von Brandverletzten. Im Bereich Hochspezialisierte Medizin investiert das Universitätsspital in verschiedenen Bereichen. Dabei wird es vom Regierungsrat des Kantons Zürich mit der «Gesamtstrategie Hochspezialisierte Medizin» in der Realisierung von zehn konkreten Projekten mit Investitionen von 30 Mio. Franken unterstützt. Dazu gehören ein GMP-Labor für Stamm- und Effektorzellpräparate sowie Tissue-Engineering, ein Zentrum für Regenerative Medizin, das Projekt Blood-Management, das Projekt Hybrid-Bildgebung mit molekularen und morphologischen Verfahren sowie die flächendeckende Förderung der klinischen Forschung durch das Clinical Trials Center am Zentrum für Klinische Forschung.

### Forschung und Lehre
Die intensive Forschungs- und Lehrtätigkeit am Spital ist international renommiert und trägt massgeblich zur modernen Medizin bei. Forscher wie Åke Senning, der Vater der modernen Herzchirurgie, Andreas Grüntzig, der Wegbereiter der interventionellen Kardiologie, oder der Immunologe und Nobelpreisträger Rolf Zinkernagel haben dort Medizingeschichte geschrieben. Universitäre Medizin erfordert eine intensive Forschungstätigkeit. Die geografische Nähe zur Universität und zur Eidgenössischen Technischen Hochschule (ETH) auf der gegenüberliegenden Strassenseite ermöglicht eine enge interdisziplinäre Zusammenarbeit auf dem gesamten Hochschul-Areal.

## Die Spitalorganisation
Das Spital ist seit 2007 verselbständigt und damit eine Anstalt des kantonalen öffentlichen Rechts mit eigener Rechtspersönlichkeit. Das Spital wurde per 1. Januar 2010 reorganisiert und ist in neun medizinische Bereiche und ein Zentrum für Klinische Forschung gegliedert, denen alle 43 Kliniken und Institute angehören. Das oberste strategische Organ des USZ bildet der Spitalrat, der aus neun externen Mitgliedern besteht. Das operative Führungsgremium ist die Spitaldirektion, die sich aus den Vorsitzenden der Bereiche Ärzte, Pflege/MTTB, Forschung und Lehre, Finanzen, Betrieb und ICT zusammensetzt. Die notwendigen Verwaltungs- und Infrastrukturbereiche sind in vier Supportbereiche unterteilt: Es sind dies Betrieb, Finanzen, ICT und HRM.

## Die Medizinbereiche und ihre Kliniken und Institute
Neuro – Kopf: Die Kliniken in diesem Bereich befassen sich mit den diagnostischen und therapeutischen Interventionen der anatomischen Regionen des Kopfs. In den Kliniken dieses Medizinbereichs werden jährlich mehr als 6'000 stationäre Patienten behandelt und mehr als 60'000 ambulante Konsultationen durchgeführt.
- Augenklinik
- Mund-, Kiefer- und Gesichtschirurgie
- Neurochirurgie
- Neurologie
- Neuroradiologie
- Ohren-, Nasen-, Hals- und Gesichtschirurgie
- Psychiatrie und Psychotherapie

Innere Medizin – Onkologie: Dieser Medizinbereich fokussiert seine diagnostischen und therapeutischen Tätigkeiten auf die Behandlung von Patienten mit komplexen, oft unklaren Krankheitssymptomen sowie onkologischen Erkrankungen. Der Medizinbereich betreut jährlich rund 4'000 stationäre und 40'000 ambulante Patienten.
- Geriatrie
- Hämatologie
- Hausarztmedizin
- Infektionskrankheiten und Spitalhygiene
- Innere Medizin
- Komplementäre und integrative Medizin
- Onkologie
- Radio-Onkologie
- Immunologie
- Nuklearmedizin

Herz – Gefäss – Thorax: Die Kliniken dieses Bereichs sind auf die Diagnose und Therapie von Erkrankungen des Herzens, der Gefässe und der Lunge spezialisiert. In den Kliniken dieses Medizinbereichs werden jährlich mehr als 3'500 stationäre Patienten betreut und an die 20'000 ambulante Konsultationen durchgeführt.
- Angiologie
- Herzchirurgie
- Gefässchirurgie
- Kardiologie
- Pneumologie
- Thoraxchirurgie

Frau – Kind: Die Kliniken des Medizinbereichs Frau – Kind sind auf die Betreuung von Patientinnen mit Frauenkrankheiten respektive auf Schwangerschaft und Geburt spezialisiert oder widmen sich Paaren, die mit dem Problem der ungewollten Kinderlosigkeit konfrontiert sind. In den Kliniken dieses Medizinbereichs werden jährlich rund 6'000 stationäre Patientinnen und Kinder betreut sowie mehr als 30'000 ambulante Konsultationen durchgeführt.
- Geburtshilfe
- Gynäkologie
- Neonatologie
- Reproduktions-Endokrinologie

Trauma – Derma – Rheuma – Plastische Chirurgie und Notfallmedizin: Dieser Medizinbereich ist auf die Diagnostik und Behandlung von Haut- und Rheumakrankheiten sowie auf die Betreuung von Patienten mit schweren Verletzungen spezialisiert. In den Kliniken dieses Medizinbereichs werden jährlich mehr als 6'000 Operationen und weit über 100'000 Notfalleingriffe und Konsultationen durchgeführt. Im Institut für Notfallmedizin werden jährlich ca. 45'000 Patienten behandelt.
- Allergologie
- Dermatologie
- Plastische- und Handchirurgie
- Rheumatologie
- Traumatologie
- Notfallmedizin
- Physiotherapie Ergotherapie

Abdomen – Stoffwechsel: Diese Kliniken konzentrieren sich auf diagnostische und therapeutische Massnahmen für Organe des Verdauungstrakts sowie auf die Behandlung von Leber-, Gallenweg-, Nieren- und Harnwegerkrankungen. In den Kliniken dieses Medizinbereichs werden jährlich mehr als 4’500 stationäre Patienten betreut sowie rund 30'000 ambulante Konsultationen durchgeführt.
- Endokrinologie, Diabetologie und Klinische Ernährung
- Gastroenterologie und Hepatologie
- Klinische Pharmakologie und Toxikologie
- Nephrologie
- Urologie
- Viszeral- und Transplantationschirurgie

Anästhesiologie – Intensivmedizin – OP-Management: Dieser Medizinbereich bildet den klassischen Dienstleistungsbereich, wie er in einem Zentrumsspital mit ausgeprägter Ausrichtung auf die chirurgische Behandlung (Anästhesiologie und OP-Management) und Betreuung von schwerstkranken Patienten (Intensivmedizin) unverzichtbar ist. Insgesamt werden am Universitätsspital Zürich pro Jahr rund 16'000 Operationen durchgeführt und mehr als 4'000 Patienten auf den verschiedenen Intensivpflegestationen betreut.
- Anästhesiologie
- Intensivmedizin
- OP-Management

Bildgebende Verfahren: Dieser Medizinbereich umfasst das Institut für Diagnostische und Interventionelle Radiologie sowie alle Kliniken, deren hauptsächliche Tätigkeit sich über den Einsatz von Strahlentherapien sowie die Anwendung von bildgebenden Technologien auszeichnet. Das Dienstleistungsspektrum sämtlicher Einheiten dieses Medizinbereichs steht allen übrigen Kliniken und Instituten des Universitätsspitals Zürich zur Verfügung.
- Diagnostische und Interventionelle Radiologie
- Nuklearmedizin
- Neuroradiologie
- Radio-Onkologie

Diagnostik: Der Medizinbereich Diagnostik fasst all jene Kliniken und Institute zusammen, deren Haupttätigkeit die labordiagnostische Abklärung und Analyse der verschiedenen Krankheitsbilder ist. Die innerhalb dieses Medizinbereichs angesiedelten Aktivitäten zeichnen sich durch einen hohen Forschungsanteil aus.
- Immunologie
- Klinische Chemie
- Klinische Pathologie
- Neuropathologie
- Hämatologie

Zentrum für Klinische Forschung: Das Zentrum für Klinische Forschung ist eine operativ eigenständige Einheit und bildet den zehnten Unternehmensbereich des Universitätsspitals Zürich. Es dient der Förderung der grundlagenwissenschaftlichen und patientenbezogenen klinischen Forschung – dies primär am Universitätsspital Zürich. Das Forschungszentrum betreibt dazu ein Clinical Trials Center, ein Biologisches Zentrallabor und das Zentrum für Regenerative Medizin. Es koordiniert seine Tätigkeit mit den anderen vier Zürcher Universitätskliniken sowie den Instituten der Medizinischen Fakultät der Universität Zürich. Das Zentrum für Klinische Forschung ermöglicht die effiziente und sichere Translation der Forschungsergebnisse in die Klinik (bench-to-bedside).
- Biologisches Zentrallabor
- Clinical Trials Center
- Regenerative Medizin

## Klinik für Konsiliarpsychiatrie und Psychosomatik
Die Klinik für Psychiatrie und Psychotherapie geht zurück auf die 1911 unter Eugen Bleuler an der Psychiatrischen Universitätsklinik Burghölzli eingeführte ambulante Sprechstunde. 1913 erhielt sie als Psychiatrische Poliklinik im Haus Belmont, Rämistrasse 67, ein Domizil. Die ersten Leiter waren gleichzeitig als Oberärzte am Burghölzli tätig. 1923 kam die Poliklinik ins Haus Zum Lindenegg, Untere Zäune 2. 1954 wurde sie in den Pavillon II auf dem Areal des Kantonsspitals an der Gloriastrasse 23 verlegt.
Nach dem Rücktritt von Manfred Bleuler als Direktor der Psychiatrischen Universitätsklinik 1969 wurde die Psychiatrische Poliklinik in den Verband der Kliniken des Kantonsspitals integriert. Mit der Eröffnung einer Psychotherapiestation an der Pestalozzistrasse 10/12 konnte ab 1973 die stationäre psychotherapeutische Behandlung ausgebaut werden. Einen Schwerpunkt bildete die Behandlung von Patientinnen mit Essstörungen. In derselben Zeit wurde ein notfallpsychiatrischer Dienst für die Kliniken des Kantonsspitals eingerichtet. 1980 wurde in der Psychiatrischen Poliklinik eine Abteilung für Psychosoziale Medizin (PSM) gegründet, die von 2004 bis 2010 direkt dem Universitätsspital unterstellt war. 1985 erfolgte der Umzug aller Abteilungen in ein Gebäude an der Culmannstrasse 8. 2003 wurde in Zusammenarbeit mit dem Schweizerischen Roten Kreuz das Ambulatorium für Folter- und Kriegsopfer (afk) eröffnet, das aber seit 2009 direkt dem Universitätsspital unterstellt ist. Am 1. Mai 2010 wurde die Psychiatrische Poliklinik in Klinik für Psychiatrie und Psychotherapie umbenannt. Seit dem 1. Februar 2018 heisst die Klinik Klinik für Konsiliarpsychiatrie und Psychosomatik.
Heute gibt es drei Abteilungen: das Ambulatorium, das Zentrum für Essstörungen und die Konsiliar- und Liaisonpsychiatrie.
Leiter
- 1917–1932: Hans Wolfgang Maier (Leiter, daneben Oberarzt am Burghölzli)
- 1932–1957: Alfred Glaus (Leiter, daneben Oberarzt am Burghölzli)
- 1957–1987: Hans Kind (Leitender Arzt, später Direktor)
- 1987–1999: Jürg Willi (Direktor, 1987–1989: interimistisch)
- 1999–2002: Claus Buddeberg (Direktor, interimistisch)
- 2002–2018: Ulrich Schnyder (Direktor)
- seit 2018: Roland von Känel (Direktor)

## Geschichte
|  |
|  |

1204 wurde das vom Zähringer Herzog Berthold IV. vor 1186 gestiftete städtische Spital Zürichs schriftlich erwähnt. Das Spitalareal lag im und um das Predigerkloster (Dominikaner), heute Ort der Zentralbibliothek Zürich (Zähringerplatz/Predigerplatz). Später wurde aus dem Hospiz das erste Bürgerspital der Stadt.
Eine Aussenstation war an der «Spannweide» (auch «Spanweid»), Zufluchtsort für alle Kranken und zugleich auch Pfrundhaus. Im 16. Jahrhundert wandelte sich das Hospiz zu einem Heil- und Behandlungsinstitut. 1803 wurde das Zürcher Spital durch Regierungsratsbeschluss kantonal: Kantonsspital. 1978 wurde es zum Universitätsspital Zürich (USZ).
1833 wurde die Universität Zürich mit einer medizinischen Fakultät gegründet. Das Kantonsspital wurde zur universitären Lehr- und Forschungsinstitution.
Ab 1840 erfolgte der Umzug des Spitals vom Zähringerplatz in das von 1835 bis 1842 von Gustav Albert Wegmann und Leonhard Zeugheer gebaute Krankenhaus am heutigen Standort am Zürichberg, im Quartierteil «Platte» des Stadtquartiers Fluntern. Neben dem langgestreckten Hauptgebäude waren aus hygienischen Gründen die weiteren Gebäude (Absonderungsgebäude, Pathologie-Institut, Wäscherei, Ökonomie) separiert erstellt (Pavillonsystem, zur Vermeidung der Übertragung ansteckender Krankheiten wie Typhus, Cholera oder Diphtherie).
1923 wurde das bis 2023 bestehende lange Gebäude der Dermatologie an der Gloriastrasse 31 erbaut. 1941 wurde die benachbarte «Kantonale Frauenklinik» (Quartier Oberstrass) ins Kantonsspital integriert.
Der Hauptteil des Kantonsspitals wurde nach hundert Jahren nach dem Erstellen des zweiten (heutigen) Spitalkomplexes ab 1952 abgerissen; erhalten geblieben ist einzig der Anatomietrakt, ab 1980 bis 2021 als Schulungsgebäude genutzt, nach den Neubaumassnahmen 2022 bis 2028 als öffentliche Spitalnutzung vorgesehen.
Das heutige Hauptgebäude direkt gegenüber der ETH stammt von den Architekten Haefeli Moser Steiger und wurde 1941 bis 1953 gebaut. 1978 erhielt das Universitätsspital Zürich mit dem Bettenhochhaus Nord1 einen Hochhauskomplex mit 17 Stockwerken an der Frauenklinikstrasse, der zwischen 1988 und 1992 noch um das Gebäude Nord2 ergänzt wurde. Heute besteht das Spital im Wesentlichen aus diesen zwei grossen Gebäudekomplexen (Haefeli Moser Steiger-Bau, Nord1/Nord2) sowie diversen Einzelgebäuden. Aufgrund ihrer Höhe besonders markant sind das Bettenhochhaus sowie das Personalhochhaus (‹Schwesternhochhaus› 1959 von Jakob Zweifel).
Die Gebäude im südöstlichen Campusbereich nördlich der Gloriastrasse wurden ab 2022 abgerissen, um Neubauten mit den Namen Mitte1 und Mitte2 der Architekten Christ & Gantenbein an der Gloriastrasse Platz zu machen. Vor dem Aushub der Baugrube wurde der ehemalige Spitalfriedhof von der Kantonsarchäologie gesichert. Über 1500 Skelette liegen im von 1838 bis 1883 betriebenen Areal.

## Kirche des Universitätsspitals Zürich
Die Kirche des Universitätsspitals Zürich befindet sich an der Rämistrasse 100 in einem Verbindungstrakt. Sie entstand in den Jahren 1986 bis 1988 bei dessen Bau.